# Ingrida
Ingrida ist ein litauischer weiblicher Vorname, abgeleitet von Ingrid.

## Personen
- Ingrida Ardišauskaitė (* 1993),  Skilangläuferin
- Ingrida Bartaševičienė (* 1976),  Handballspielerin, Linkshänderin
- Ingrida Valinskienė (* 1966),  Sängerin, Fernsehmoderatorin, Politikerin
- Ingrida Mačernytė-Panomariovienė (* 1971), Arbeitsrechtlerin und Professorin
- Ingrida Radzevičiūtė (* 1974),  Handballspielerin
- Ingrida Šimonytė (* 1974),  Politikerin, Premierministerin,  Finanzministerin und Seimas-Mitglied